# 博日達爾·米特雷夫
博日達爾·米特雷夫（1987年3月31日—）是一位保加利亞足球運動員。在場上的位置是守門員。他現在效力於保加利亞足球甲級聯賽球隊索菲亞火車頭足球俱樂部 。他也代表保加利亞國家足球隊參賽。